# Hvoina, Smolean
Hvoina (în bulgară Хвойна) este un sat în comuna Cepelare, regiunea Smolean,  Bulgaria. 

## Demografie
Componența etnică a satului Hvoina
     Bulgari (98,31%)
     Nicio identificare (1,68%)
     Altele (0%)
La recensământul din 2011, populația satului Hvoina era de 474 locuitori. Din punct de vedere etnic, majoritatea locuitorilor (98,31%) erau bulgari. Pentru 1,68% din locuitori nu este cunoscută apartenența etnică.